# Trilogy (album d'Enigma)
Pour les articles homonymes, voir Trilogy.
Trilogy est une compilation sortie en box set regroupant les trois premiers albums d'Enigma : MCMXC a.D. (1990), The Cross of Changes (1993) et Le Roi est mort, vive le Roi! (1996).

## Titres

### MCMXC a.D. (1990)
1. The Voice of Enigma (2:21) (Curly M.C.)
2. Principles of Lust (11:43)
A : Sadeness (Curly; F. Gregorian; David Fairstein)
B : Find Love (Curly)
C : Sadeness (Reprise) (Curly ; Gregorian; Fairstein)
3. Callas Went Away (4:27) (Curly)
4. Mea Culpa (5:03) (Curly; Fairnstein)
5. The Voice and The Snake (1:37) (Curly; Fairnstein)
6. Knocking on Forbidden Dors (4:31) (Curly)
7. Back to the Rivers of Belief (10:32)
A : Way of Eternity (Curly)
B : Hallelujah (Curly)
C : The Rivers of Belief (Curly; Fairnstein)

### The Cross of Changes (1993)
1. Second Chapter (Curly M.C.) (2:16)
2. The Eyes of Truth (Curly) (7:13)
3. Return to Innocence (Curly / Kuo Ying-nan / Kuo Hsiu-chu) (4:17)
4. I Love You ... I'll Kill You (Curly, David Fairstein) (8:51)
5. Silent Warrior (Curly) (6:10)
6. The Dream of the Dolphin (Fairstein) (2:47)
7. Age of Loneliness (Carly's Song) (Curly) (5:22)
8. Out from the Deep (Curly / Morsman / Pierlejewski) (4:53)
9. The Cross of Changes (Curly) (2:23)

### Le Roi est mort, vive le Roi! (1996)
1. Le Roi Est Mort, Vive Le Roi! (Cretu) (1:57)
2. Morphing thru Time (Cretu) (5:47)
3. Third of Its Kind (Cretu) (0:19)
4. Beyond the Invisible (Cretu, Fairstein) (5:00)
5. Why!... (Cretu) (4:59)
6. Shadows in Silence (Cretu) (4:21)
7. The Child in Us (Cretu) (5:06)
8. T.N.T. for the Brain (Cretu) (4:26)
9. Almost Full Moon (Cretu) (3:26)
10. The Roundabout (Cretu, Fairstein) (3:38)
11. Prism of Life (Cretu, Fairstein) 4:55)
12. Odyssey of the Mind (Cretu) (1:40)